# Algoma (Wisconsin, Kewaunee megye)
Algoma város az USA Wisconsin államában, Kewaunee megyében. Lakosainak száma 3243 fő (2020. április 1.).

## Népesség
A település népességének változása:
| Lakosok száma | 3357 | 3167 | 3243 |
|               | 2000 | 2010 | 2020 |